# Joseph Ravannack
Joseph Joseph Ravannack –conocido como Joe Ravannack– (Nueva Orleans, 19 de marzo de 1878-Nueva Orleans, 10 de octubre de 1910) fue un deportista estadunidense que compitió en remo. Participó en los Juegos Olímpicos de San Luis 1904, obteniendo una medalla de bronce en la prueba de doble scull.

## Palmarés internacional
| Juegos Olímpicos | Juegos Olímpicos          | Juegos Olímpicos  | Juegos Olímpicos |
| Año              | Lugar                     | Medalla           | Prueba           |
| ---------------- | ------------------------- | ----------------- | ---------------- |
| 1904             | San Luis (Estados Unidos) | Medalla de bronce | Doble scull      |